# Prefecturale weg 36 (Wakayama)
De prefecturale weg 36 (Japans: 和歌山県道36号上富田すさみ線, Wakayama-ken dō sanjūroku-gō Kamitonda Susami-sen; Nederlands: Wakayama prefecturale weg 36 - Kamitonda Susami-lijn) is een prefecturale weg in het district Nishimuro (prefectuur Wakayama) die de gemeenten Kamitonda en Susami met elkaar verbindt.

## Gemeenten die de weg passeert
De weg loopt door de volgende gemeenten:
- prefectuur Wakayama
  - district Nishimuro
    - Kamitonda
    - Shirahama
    - Susami